# マツミドリ
マツミドリとは日本の競走馬。父・カブトヤマと母・栄幟の間に生まれた鹿毛の牡のサラブレッドである。1947年に行われた第14回東京優駿競走（現・東京優駿〈日本ダービー〉）に優勝し、父カブトヤマに次ぐ親子2代での日本ダービー制覇を史上初めて達成した。
農林省賞典（現・皐月賞）2着を経て出走した東京優駿競走では農林省賞典優勝馬トキツカゼに雪辱を果たし優勝した。1945 - 1946年は日本ダービーにあたる競走が中止されており、この年は第二次世界大戦後初の開催であった。また、父・カブトヤマは1933年に第2回東京優駿大競走（日本ダービーにあたる）を制しており親子2代のダービー制覇を達成したことで「ダービー馬はダービー馬から」という言葉が生まれた。ただ、東京優駿競走後は農林省賞典や京都記念に優勝しているものの、マツミドリの東京優駿競走優勝を受けて創設された父を記念する競走であるカブトヤマ記念では6着に敗れている。
競走馬引退後は種牡馬となったものの、1953年に北海道で馬伝染性貧血が流行した際これに罹患し、防疫上の観点から殺処分を余儀なくされた。供用期間が短かったため代表産駒はダイイチヒガシヤマ（皐月賞3着、NHK杯3着）、ダイゴ（アングロアラブ、種牡馬）程度。

## 血統表
| マツミドリの血統キングファーガス系（エクリプス系） / （Simontault、Diamond Jubilee、Childwick、Florizel 5×5×5×5=12.50%ほか） | マツミドリの血統キングファーガス系（エクリプス系） / （Simontault、Diamond Jubilee、Childwick、Florizel 5×5×5×5=12.50%ほか） | マツミドリの血統キングファーガス系（エクリプス系） / （Simontault、Diamond Jubilee、Childwick、Florizel 5×5×5×5=12.50%ほか） | （血統表の出典）             | （血統表の出典）             |
| 父 カブトヤマ 1930 鹿毛 | 父の父* シアンモア Shian Mor 1924 黒鹿毛                                                                                     | Buchan | Sunstar                      | Sunstar                      |
| 父 カブトヤマ 1930 鹿毛 | 父の父* シアンモア Shian Mor 1924 黒鹿毛                                                                                     | Buchan | Hamoaze                      |                              |
| 父 カブトヤマ 1930 鹿毛 | 父の父* シアンモア Shian Mor 1924 黒鹿毛                                                                                     | Orlass | Orby                         | Orby                         |
| 父 カブトヤマ 1930 鹿毛 | 父の父* シアンモア Shian Mor 1924 黒鹿毛                                                                                     | Orlass | Simon Lass                   |                              |
| 父 カブトヤマ 1930 鹿毛 | 父の母アストラル 1921 栗毛                                                                                                   | * チヤペルブラムプトン Chapel Brampton                                                                                       | Beppo                        | Beppo                        |
| 父 カブトヤマ 1930 鹿毛 | 父の母アストラル 1921 栗毛                                                                                                   | * チヤペルブラムプトン Chapel Brampton                                                                                       | Mesquite                     |                              |
| 父 カブトヤマ 1930 鹿毛 | 父の母アストラル 1921 栗毛                                                                                                   | 種義 | * ダイヤモンドウエツデイング | * ダイヤモンドウエツデイング |
| 父 カブトヤマ 1930 鹿毛 | 父の母アストラル 1921 栗毛                                                                                                   | 種義 | * ビユーチフルドリーマー     |                              |
| 母 栄幟 1938 鹿毛 | 母の父* プライオリーパーク Priory Park 1922 鹿毛                                                                             | Rocksavage | Rock Sand                    | Rock Sand                    |
| 母 栄幟 1938 鹿毛 | 母の父* プライオリーパーク Priory Park 1922 鹿毛                                                                             | Rocksavage | Manuka                       |                              |
| 母 栄幟 1938 鹿毛 | 母の父* プライオリーパーク Priory Park 1922 鹿毛                                                                             | Chatham | Darley Dale                  | Darley Dale                  |
| 母 栄幟 1938 鹿毛 | 母の父* プライオリーパーク Priory Park 1922 鹿毛                                                                             | Chatham | Coronation Day               |                              |
| 母 栄幟 1938 鹿毛 | 母の母賀栄 1923 栗毛 | * ガロン Gallon | Gallinule                    | Gallinule                    |
| 母 栄幟 1938 鹿毛 | 母の母賀栄 1923 栗毛 | * ガロン Gallon | Flair                        |                              |
| 母 栄幟 1938 鹿毛 | 母の母賀栄 1923 栗毛 | 第六フロリースカツプ | * インタグリオー             | * インタグリオー             |
| 母 栄幟 1938 鹿毛 | 母の母賀栄 1923 栗毛 | 第六フロリースカツプ | * フロリースカツプ F-No.3-l  |                              |

母栄幟の子孫にはキタノカチドキ、ニホンピロウイナー、サンドピアリスなどがいる。